# Лозенец (област Добрич)
Вижте пояснителната страница за други значения на Лозенец.
Лозенец е село в Североизточна България. То се намира в община Крушари, област Добрич.

## История
Селото е създадено от две малки села: Стрелец и Лозенец, старите имена на които са съответно Кара балар и Омур кьой.
В тези две села са живели и живеят съвместно християни и мюсюлмани (българи и турци), но по времето на Възродителния процес много турци се изселват в Турция.

## Население
Преброяване на населението през 2011 г.
Численост и дял на етническите групи според преброяването на населението през 2011 г.:
|                     | Численост | Дял (в %) |
| Общо                | 545       | 100,00    |
| Българи             | 32        | 5,87      |
| Турци               | 47        | 8,62      |
| Цигани              | 4         | 0,73      |
| Други               | 0         | 0,00      |
| Не се самоопределят | 150       | 27,52     |
| Неотговорили        | 312       | 57,24     |